# 토산군
토산군(兎山郡)은 조선민주주의인민공화국 황해북도의 남동부에 위치한 군이다. 본래 고구려의 오사함달현(烏斯含達縣)이었다가 경덕왕 때 개칭되었다. '오사함'이란 토끼를 뜻하는 말로, 고구려어인지 고구려 남부에 존재했던 다른 언어인지는 논쟁중이다.

## 지리
서쪽으로 금천군, 남쪽으로 장풍군, 북쪽으로 신계군, 동쪽으로 강원도 철원군·이천군과 접한다.
하천은 동쪽 기슭을 따라 북남방향으로 흐르는 임진강과 아호비령산줄기에서 발원하여 동서방향으로 흐르는 례성강의 지류인 구연천, 시변천, 미당천을 비롯하여 10여개의 하천들이 유입되어 있는데, 길이가 5km 이상의 하천이 12개이고 10~25km인 하천은 5개이다.

## 역사
| Daedongyeojido (Gyujanggak) 11-04.jpg | Daedongyeojido (Gyujanggak) 11-03.jpg |
| Daedongyeojido (Gyujanggak) 12-04.jpg | Daedongyeojido (Gyujanggak) 12-03.jpg |

1804년 대동여지도를 만든 조선의 지리학자인 김정호가 이 곳에서 태어났다.
1914년 이전까지 독립된 군이었다가 금천군에 편입되었다. 1952년 12월에 금천군의 외류면, 합탄면, 좌면, 서천면, 구이면과 토산면의 10개 리를 합병해 토산군(토산읍, 18개 리)을 신설했다.

## 행정 구역
1읍 17리로 구성된다.
- 토산읍 (兎山邑)
- 양사리 (陽寺里)
- 룡암리 (龍岩里)
- 월성리 (月城里)
- 북포리 (北浦里)
- 안봉리 (安鳳里)
- 황강리 (黃江里)
- 매봉리 (梅峰里)
- 하남리 (下南里)
- 봉불리 (烽佛里)
- 수합리 (水合里)
- 합탄리 (合灘里)
- 문성리 (文城里)
- 미당리 (彌堂里)
- 송세리 (松細里)
- 백화리 (白花里)
- 송천리 (松川里)
- 석봉리 (石峰里)